# Assassinato de Jimmy Ryce
Samuel James "Jimmy" Ryce (26 de Setembro de 1985 - 11 de Setembro de 1995) foi uma criança que foi raptada violada e morta por Juan Carlos Chavez em Redland, Flórida, Estados Unidos. Na quarta-feira, 12 de Fevereiro de 2014, Chavez foi executado na prisão estadual da Flórida no Norte da Flórida.

## Morte de Ryce
Juan Carlos Chavez (16 de Março de 1967 - 16 de Fevereiro de 2014) foi condenado pela, e no fim confessado, morte de Ryce. A 11 de Setembro de 1995, Ryce de 9 anos de idade estava a ir para a escola de autocarro. Foi largado, juntamente com 10 colegas, e tinha de andar menos de um quarteirão até à sua casa. Segundo a sua confissão, Chavez bloqueou o caminho de Ryce com a sua carrinha e forçou-o com um arma a entrar na mesma. Chavez levou Ryce para a sua caravana onde o violou. Cerca de 4 horas depois, quando ouviu um helicóptero a sobrevoar, Ryce correu para a porta e tentou abri-la mas levou um tiro nas costas por Chavez, que agarrou a criança até ela morrer. Depois, Chavez decapitou e desmembrou a criança.
O corpo decapitado e desmembrado da criança foi encontrado 3 meses depois na caravana de Chavez.

## Capturando Juan Carlos Chavez

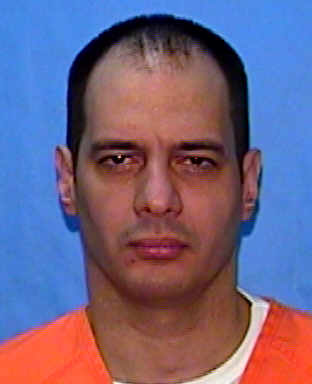
Juan Carlos Chavez foi condenado de crime sexual capital, rapto, e homicídio em primeiro grau.

Chavez trabalhou para a família Scheinhaus. Vivia numa caravana na propriedade da família. Por volta da altura em que Ryce desapareceu, Scheinhaus reportou o desaparecimento de vários itens da sua casa incluindo uma pistola e jóias. Scheinhaus suspeitou de Chavez, depois de consultar uma psíquico, mas não tinha provas que suportasse as suas suspeitas. Com um serralheiro, Scheinhaus entrou na caravana de Chavez. Encontrou a sua pistola e a mochila do jovem Ryce. Ela relatou os seus achados ao FBI a 5 de Dezembro de 1995. Chavez foi encontrado um dia depois e levado para interrogatório.
Depois de o avisarem dos seus direitos e de um interrogatório de 55 horas, Chavez admitiu abertamente ter raptado, violado e matado Ryce. Chavez também levou a polícia ao corpo do rapaz, que estava desmembrado e escondido no cimento em 3 vasos de plástico.

### O caso de homicídio
No Outono de 1998, Juan Carlos Chavez foi condenado por rapto, crime sexual capital e homicídio em primeiro grau. Foi sentenciado à morte. O Supremo Tribunal da Flórida afirmou a sua condenação e sentença a 21 de Novembro de 2002. Em Julho de 2004, Chavez preencheu um pedido de alívio de pena pós-condenação, alegando ajuda insuficiente do conselho. O pedido foi corrigido em Maio de 2005 e foi ouvido no Tribunal de Miami-Dade a 9 de Janeiro de 2007. O juiz do circuito negou o pedido a 8 de Março de 2007. A 23 de Maio de 2007, Chavez pediu recurso à recusa ao Supremo Tribunal da Flórida, preenchendo uma petição para habeas corpus ao mesmo tempo. O tribunal afirmou a ordem do tribunal de circuito e negou a petição a 25 de Junho de 2009. O Supremo Tribunal dos Estados Unidos negou um pedido de esclarecimento. A 17 de Abril de 2012, Chavez preencheu uma monção sucessora para alíveio da pena sob o Procedimento Criminal das Regras da Flórida 3.850. O tribunal de circuito negou a moção a 13 de Junho de 2012. A 20 de Julho de 2012, Chavez recorreu da negação ao Supremo Tribunal da Flórida, que afirmou a recusa a 11 de Outubro de 2013.
A 2 de Janeiro de 2014, o Governador da Flórida Rick Scott assinou o mandato de morte de Chavez. Chavez, com 46 anos, foi executado com injecção letal a 12 de Fevereiro de 2014, às 8:17 horas da tarde, na Prisão Estadual da Flórida em Starke. Miami Herald

## A Lei de Jimmy Ryce
A Lei de Jimmy Ryce (a Lei de Compromisso Civil Involuntário de Jimmy Ryce para Tratamento e Cuidado de Predadores Sexuais) foi passada unanimemente pela legislatura da Flórida e foi assinada pelo Governador Lawton Chiles a 19 de Maio de 1998, tornando-se efectiva a 1 de Janeiro de 1999. A lei permite que presos com histórico de ofensas sexuais possam ser revistos pelo Departamento Correccional da Flórida, pelo Departamento de Crianças e Famílias da Flórida (DCF) e pelos promotores públicos para determinar o nível de risco de reincidência. Depois de serem libertados, estes prisioneiros podem ser sujeitos a procedimentos civis e comprometerem-se a um centro para tratamento. Esse centro de tratamento, localizado em Arcadia, foi criticado pela falta de tratamento (menos de 5 horas por semana), falta de segurança (vários incidentes de mortes no local, motins onde centenas de oficiais tiveram de intervir) não existe método de retornar direitos de liberdade civis (o programa não falava estágio de libertação) a ser mal financiado, com poucas pessoas e localizado numa prisão antiga. Depois de dirigir o centro durante 7 anos, a Liberty Helthcare foi libertado pelo estado como vendedor e GEO Corp foi retida. Infelizmente muitos dos problemas relacionados com os programas, locais de comunidade ou cuidado posterior permaneceram por resolver depois de perto de 10 anos. 
Em 2004, os residentes do Centro de Compromisso Civil da Flórida (FCCC) sob a custódia do  Departamento de Crianças e Famílias da Flórida (DCF) preencheram um processo civil de direitos para o Tribunal Distrital da Flórida, contestando a falta de tratamento para ofensores sexuais providenciado no FCCC em Arcadia, Flórida. Os queixosos eram todos confinados involuntariamente no FCCC devido à Lei do Predador Sexualmente Violento §§ 394.910, et seq. Fla. Stat. (2003). Os queixosos alegaram violações do seus direitos constitucionais e a Lei de Americanos com Incapacidades (ADA) pelo negação a programas de tratamento efectivos, falta de cuidados mentais apropriados e pela falha na acomodação de prisioneiros com incapacidades. Os queixosos requereram certificação na acção e procuraram alívio. Os acusados na queixa eram a DCF e a companhia privada Liberty Behavioral Helthcare Corp., que operava no FCC com um contracto com a DCF. O tribunal certificou o caso como uma acção de classe. Depois da Liberty ter sido substituída por um contracto privado, foi retirada do processo que continuou contra a DCF. Ao longo dos anos seguintes, os queixosos e os acusados entraram numa descoberta intensiva e litigação. DCF e novo contrato, GEO Group, implementaram mudanças significativas no tratamento psiquiátrico de ofensores sexuais providenciado aos residentes. No Outono de 2009, os queixosos e os acusados, através dos seus advogados respectivos, preencheram uma moção conjunta para acabar com o processo a favor de um acordo. O Tribunal Federal de Justiça aceitou a submissão conjunta e acabou com o processo, com pré-julgamento, em Novembro de 2009, o mesmo ano em que a mãe de Jimmy morreu.

## Centro Jimmy Ryce para Vítimas de Rapto por Predadores e Equipa Esperança
A família de Ryce criou o Centro Jimmy Ryce para Vítimas de Rapto por Predadores para oferecer ajuda às forças policiais, incluindo providenciar cães de busca gratuitamente para buscas e salvamentos. A mãe de Ryce, Claudine Dianne Ryce, também foi fundadora da Equipa Esperança, um grupo de pais de crianças raptadas que ajudam os pais e famílias que enfrentam o rapto infantil.